# گلنارا گابلیا
گلنارا گابلیا (انگلیسی: Gulnara Gabelia؛ زادهٔ ۳۰ مهٔ ۱۹۸۵) بازیکن فوتبال اهل گرجستان است.
وی همچنین در تیم ملی فوتبال Georgia بازی کرده‌است.